# Mesoleptus percussor
Mesoleptus percussor là một loài tò vò trong họ Ichneumonidae.